# Kasteel de Lanier

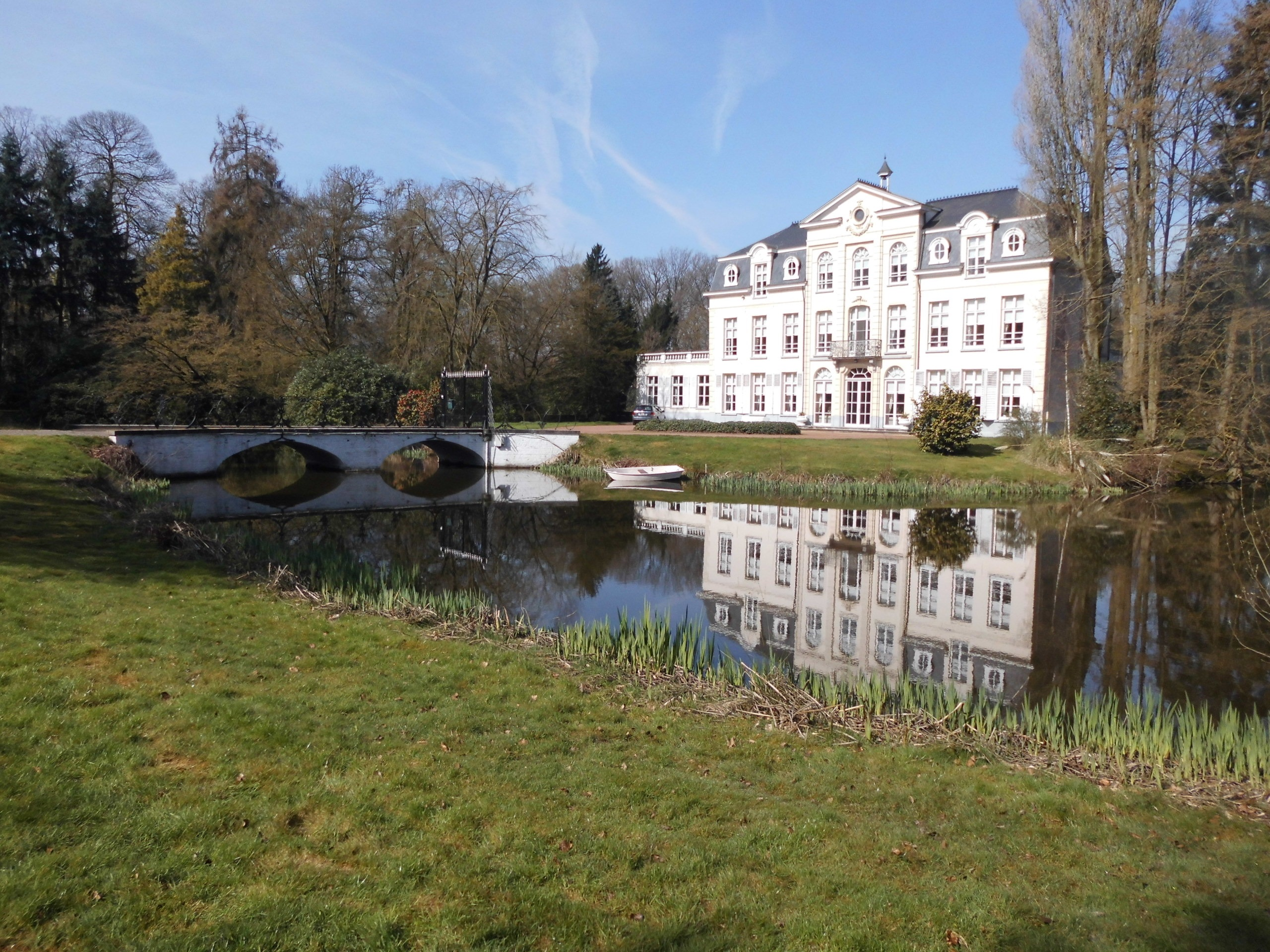
Kasteel de Lanier

Het Kasteel de Lanier is een kasteel in de tot de West-Vlaamse gemeente Beernem behorende plaats Sint-Joris, gelegen aan de Maria-Aaltersteenweg 33-34, 35 en 33A.

## Geschiedenis
Reeds in 1349 was er sprake van een versterkt kasteel op deze plaats, eigendom van familie de Baenst, heren van Sint-Joris. Tijdens de eerste helft van de 18e eeuw werd dit kasteel afgebroken, waarbij de kelders bewaard bleven. Er ontstond te midden van de rechthoekige omgrachting een nieuw kasteel. In 1787 werd dit afgebeeld als een langwerpig gebouw. In 1862 werd ten westen daarvan een nieuw gebouw opgericht. Dit werd in 1898 met het kasteel verbonden tot een eenheid.
In 1998 werd het kasteel getroffen door brand, waarbij de kap en het interieur werd vernield. Daarna werd het kasteel in de oorspronkelijke stijl herbouwd.

## Gebouw
Het oorspronkelijke kasteel toont een strak symmetrische voorgevel. Het gebouw van 1862 is te zien als een westelijke aanbouw van één bouwlaag. Naast het kasteel is er een jachtopzienerswoning, een wagenhuis en een grote druivenserre. Verder is er een hoeve, een park in de landschapsstijl van einde 19e eeuw, en een moestuin.